# Атанасов нунатак
Атанасов нунатак (на английски: Atanasoff Nunatak) е скалист връх с височина 523 m н.в. на хребет Боулс, остров Ливингстън. Получава това име в чест на американския учен от български произход Джон Атанасов през 2002 г.

## Описание
Върхът се намира източно от прохода Пирдопска порта, 3,32 km североизточно от Кузманова могила, 1,18 km на изток-североизток от връх Марица, 4,44 km източно от връх Боулс, 2,41 km югоизточно от връх Мелник, 1,68 km южно от връх Сливен и 5,37 km северно от връх Левски. Северните, западните и южните склонове са стръмни, на изток-североизток те се спускат полегато на 1 km към Златоградски камък. Площта освободена от лед е 28 ха. Атанасов нунатак се издига над ледника Хюрън на юг и ледника Струма на север.

## Картографиране
Британска топографска карта на върха от 1968 г. и български от 2005, 2009 и 2012 г.

## Карти
- South Shetland Islands. Scale 1:200000 topographic map No. 3373. DOS 610 – W 62 58. Tolworth, UK, 1968.
- Islas Livingston y Decepción. Mapa topográfico a escala 1:100000. Madrid: Servicio Geográfico del Ejército, 1991.
- S. Soccol, D. Gildea and J. Bath. Livingston Island, Antarctica. Scale 1:100000 satellite map. The Omega Foundation, USA, 2004.
- L.L. Ivanov et al, Antarctica: Livingston Island, South Shetland Islands (from English Strait to Morton Strait, with illustrations and ice-cover distribution), 1:100000 scale topographic map, Antarctic Place-names Commission of Bulgaria, Sofia, 2005.
- Л. Иванов. Антарктика: Остров Ливингстън и острови Гринуич, Робърт, Сноу и Смит. Топографска карта в мащаб 1:120000. Троян: Фондация Манфред Вьорнер, 2009. ISBN 978-954-92032-4-0 (Допълнено второ издание 2010. ISBN 978-954-92032-8-8)
- Л. Иванов. Карта на остров Ливингстън. В: Иванов, Л. и Н. Иванова. Антарктика: Природа, история, усвояване, географски имена и българско участие. София: Фондация Манфред Вьорнер, 2014. с. 18 – 19. ISBN 978-619-90008-1-6
- Antarctic Digital Database (ADD). Scale 1:250000 topographic map of Antarctica. Scientific Committee on Antarctic Research (SCAR). Since 1993, regularly upgraded and updated.
- А. Камбуров и Л. Иванов. Хребет Боулс и централна Тангра планина: Остров Ливингстън, Антарктика. Карта в мащаб 1:25000 map. София: Фондация Манфред Вьорнер, 2023. ISBN 978-619-90008-8-5